# Пензенська область

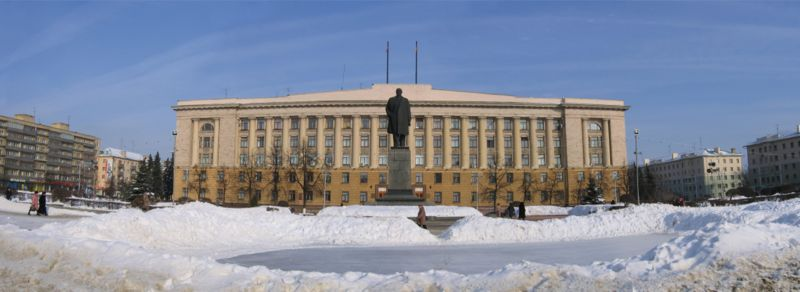
Будинок Уряду Пензенської області

Пе́нзенська о́бласть (рос. Пе́нзенская о́бласть) — суб'єкт Російської Федерації. Регіон розташований в Середньому Поволжі, входить у Приволзький федеральний округ.
Адміністративний центр області — місто Пенза.
Межує з Ульяновською, Саратовською, Тамбовською, Рязанською областями й Республікою Мордовія.
Область була утворена 4 лютого 1939.

## Історія регіону
Обласний центр місто Пенза утворений в 1663 як російська фортеця на межі Дикого поля.
У 1718 утворена Пензенська провінція у складі Казанської губернії. 15 вересня 1780 року утворена Пензенська губернія. 5 березня 1797 року губернія ліквідована, Пенза стає центром повіту Саратовської губернії. 9 вересня 1801 року Пензенська губернія відновлена.
У 1928 губернія знову ліквідована, Пенза стає центром Пензенського округу Середневолзького краю, Куйбишевського краю, потім (з 1937) районним центром Тамбовської області. У 1939 утворена Пензенська область, що існує досі.

## Виконавча влада
Губернатор Пензенської області — Василь Бочкарьов. Бочкарьов очолив область у квітні 1998, перемігши на виборах тодішнього губернатора Анатолія Ковлягина. У 2002 Бочкарьов переобрався на другий строк, випередивши депутата Держдуми від КПРФ Віктора Ілюхіна на 4,5 % голосів. 26 травня 2005 обійняв посаду губернатора, запропоновану Президентом Росії й затверджену депутатами Законодавчих Зборів області (процедура пройшла 14 травня).

## Пензенські губернатори в історії Нової Росії
- Олександр Кондрать'єв — 24 жовтня 1991—11 квітня 1993
- Анатолій Ковлягин — 11 квітня 1993—12 квітня 1998
- Василь Бочкарьов — 12 квітня 1998— 25 травня 2015
- Іван Белозерцев — з 25 травня 2015 — до сьогодні
- Олег Мельниченко

## Адміністративно-територіальний поділ
Станом на 2022 рік Пензенська область поділяється на 27 муніципальних районів та 3 міських округи:
| № п/п | Район, округ, міський округ | Площа, км² | Населення, осіб (2002) | Населення, осіб (2010) | Населення, осіб (2019) | Адміністративний центр | Поселення | Населені пункти |
| ----- | --------------------------- | ---------- | ---------------------- | ---------------------- | ---------------------- | ---------------------- | --------- | --------------- |
| 1     | Башмаковський район         | 1618,49    | 25159                  | 23304                  | 19866                  | Башмаково              | 11        | 60              |
| 2     | Безсоновський район         | 1219,59    | 41647                  | 45296                  | 48561                  | Безсоновка             | -         | -               |
| 3     | Бековський район            | 1016,28    | 18853                  | 17531                  | 14897                  | Беково                 | -         | -               |
| 4     | Бєлінський район            | 2124,12    | 33569                  | 28881                  | 23343                  | Бєлінський             | -         | -               |
| 5     | Вадінський район            | 1039,66    | 11218                  | 9807                   | 7998                   | Вадінськ               | 7         | 52              |
| 6     | Городищенський район        | 2053,25    | 53125                  | 52480                  | 47895                  | Городище               | -         | -               |
| 7     | Земетчинський район         | 2103,16    | 31072                  | 24674                  | 20065                  | Земетчино              | 11        | 63              |
| 8     | Іссинський район            | 926,26     | 12611                  | 11157                  | 9462                   | Ісса                   | -         | -               |
| 9     | Каменський район            | 2205,89    | 65683                  | 62322                  | 53916                  | Каменка                | -         | -               |
| 10    | Камешкірський район         | 1270,32    | 14404                  | 12802                  | 10874                  | Руський Камешкір       | -         | -               |
| 11    | Колишлейський район         | 1684,70    | 27751                  | 26187                  | 22766                  | Колишлей               | -         | -               |
| 12    | Кузнецький район            | 2071,13    | 41712                  | 38056                  | 36359                  | Кузнецьк               | -         | -               |
| 13    | Лопатинський район          | 1445,83    | 16190                  | 14942                  | 12671                  | Лопатино               | -         | -               |
| 14    | Лунинський район            | 1704,60    | 23247                  | 19944                  | 17844                  | Лунино                 | -         | -               |
| 15    | Малосердобинський район     | 1101,43    | 11412                  | 9824                   | 8385                   | Мала Сердоба           | -         | -               |
| 16    | Мокшанський район           | 2224,18    | 30929                  | 28033                  | 25419                  | Мокшан                 | -         | -               |
| 17    | Наровчатський район         | 956,95     | 13839                  | 12069                  | 10039                  | Наровчат               | 13        | 46              |
| 18    | Невіркинський район         | 984,50     | 18538                  | 16329                  | 13614                  | Невіркино              | -         | -               |
| 19    | Нижньоломовський район      | 1764,17    | 46540                  | 41974                  | 37363                  | Нижній Ломов           | 11        | 64              |
| 20    | Нікольський район           | 2511,80    | 39175                  | 34271                  | 29365                  | Нікольськ              | -         | -               |
| 21    | Пачелмський район           | 1318,85    | 18995                  | 16310                  | 14209                  | Пачелма                | 8         | 42              |
| 22    | Пензенський район           | 2843,82    | 41318                  | 51308                  | 61159                  | Кондоль                | -         | -               |
| 23    | Сердобський район           | 1722,43    | 59655                  | 54520                  | 47531                  | Сердобськ              | -         | -               |
| 24    | Сосновоборський район       | 1567,31    | 20510                  | 17242                  | 14643                  | Сосновоборськ          | -         | -               |
| 25    | Спаський район              | 693,33     | 13827                  | 13008                  | 11406                  | Спаськ                 | 10        | 24              |
| 26    | Тамалинський район          | 1235,79    | 19083                  | 16503                  | 13942                  | Тамала                 | -         | -               |
| 27    | Шемишейський район          | 1595,10    | 19063                  | 17661                  | 15973                  | Шемишейка              | -         | -               |
| 1     | Заріченський міський округ  | 27,61      | 62970                  | 63601                  | 65194                  | Зарічний               | -         | -               |
| 2     | Кузнецький міський округ    | 41,93      | 92050                  | 88839                  | 81027                  | Кузнецьк               | -         | -               |
| 3     | Пензенський міський округ   | 304,56     | 518025                 | 517311                 | 522317                 | Пенза                  | -         | -               |

## Найбільші населені пункти
Населені пункти з чисельністю населення понад 10000 осіб:
| №  | Населений пункт | Населення, осіб (2002) | Населення, осіб (2010) |
| -- | --------------- | ---------------------- | ---------------------- |
| 1  | Пенза           | 518025                 | 517311                 |
| 2  | Кузнецьк        | 92050                  | 88839                  |
| 3  | Зарічний        | 62970                  | 63601                  |
| 4  | Каменка         | 40712                  | 39577                  |
| 5  | Сердобськ       | 37738                  | 35393                  |
| 6  | Нижній Ломов    | 24249                  | 22678                  |
| 7  | Нікольськ       | 24061                  | 22471                  |
| 8  | Мокшан          | 11808                  | 11592                  |
| 9  | Безсоновка      | 10012                  | 11408                  |
| 10 | Земетчино       | 12088                  | 10772                  |
| 11 | Башмаково       | 9783                   | 10416                  |

## Персоналії
- Віктор Скумін (нар. 1948) —  науковець, професор, доктор медичних наук.
- Євген Харьков (1926—2001) — український науковець-металофізик, педагог, доктор фізико-математичних наук.